# البرنامج الوطني للنفايات المنزلية
البرنامج الوطني لتدبير النفايات المنزلية هو مبادرة حكومية مغربية أُطلقت بهدف معالجة أوجه القصور في قطاع تدبير النفايات وتغطية جميع المدن المغربية. يركز البرنامج على تحسين جودة حياة السكان من خلال تعميم جمع ومعالجة النفايات بشكل منتظم ومستدام، مع معالجة مشكلة المطارح غير المراقبة عبر إغلاقها واستبدالها بمواقع دفن تخضع لمعايير بيئية محكمة. كما يسعى إلى تعزيز عمليات إعادة التدوير لتحقيق استدامة بيئية واقتصادية. ويهدف البرنامج إلى رفع نسبة جمع النفايات إلى 85% بحلول عام 2016، ثم إلى 90% بحلول 2022، وصولاً إلى تغطية كاملة بنسبة 100% مع حلول عام 2030.

## المحاور الأساسية للبرنامج
- يرتكز البرنامج الوطني لتدبير النفايات على جملة من المحاور الاستراتيجية الرامية إلى إرساء منظومة فعالة ومستدامة، من أبرزها:[2][3]
- إنشاء مطامر ومراكز تثمين ذات معايير جودة عالية، تشمل نحو 50 مركزًا إقليميًا.
- إعادة تأهيل وإغلاق المطامر العشوائية، حيث يُستهدف حوالي 233 مطرحًا.
- تنفيذ مخططات متكاملة لتدبير النفايات، مع دعم استخدام التقنيات والآليات الحديثة.
- تعزيز عمليات الفرز والتدوير، بهدف تثمين 20-25% من النفايات بحلول الفترة 2022–2025.
- تعزيز التوعية والتكوين للمجالس الترابية والفاعلين المحليين لضمان نجاح البرنامج.

## التكاليف والاستثمارات
خُصص مبلغ إجمالي يناهز 40 مليار درهم لتدبير النفايات خلال الفترة الممتدة من 2023 إلى 2034، موزع على عدة محاور. يُرصد 67% من هذا التمويل لعمليات جمع النفايات وتنظيفها، و17% لبناء مطامر النفايات ومراكز التثمين، فيما يُوجه الباقي لإعادة تأهيل المطامر القديمة، واقتناء الآليات، والدعم التقني. وتُقدر الاعتمادات المبرمجة لهذه الفترة بـ21.14 مليار درهم، تتوزع على النحو التالي: 9.70 مليار درهم لإنشاء المراكز، و695 مليون درهم لإعادة تأهيل المطامر، و1.2 مليار درهم لشراء الآليات، و9.5 مليار درهم للجمع والكنس، و60 مليون درهم للدعم التقني. أما المرحلة الأولى من البرنامج، والممتدة من 2023 إلى 2026، فتم تخصيص 3.2 مليار درهم لتمويلها، منها 1.65 مليار درهم لبناء المراكز والمطامر، والباقي لاقتناء الآليات وتمويل عمليات الجمع.:

## الإنجازات
منذ انطلاقه، حقق البرنامج مجموعة من الإنجازات على المستويين البنيوي والوظيفي، نذكر منها
- تأهيل المطامر وتطوير المخططات:   تم تأهيل 24 مطرحاً للنفايات، كما تم إعداد مخططات مديرية تشمل 17 إقليماً بحلول عام 2017.[2]
- تحسين معدلات جمع النفايات: ارتفعت نسبة الجمع الاحترافي من 45% عام 2008 إلى 86%، ثم وصلت إلى 96% حالياً، وذلك بفضل الشراكات مع القطاع الخاص.[2][8]
- زيادة معدلات التدوير:  تم رفع نسبة التدوير من 10%إلى ما بين 20% و30%، ويتم معالجة 343,970 طن سنوياً من النفايات القابلة للتدوير.[2]
- تطوير البنية التحتية للطاقة المتجددة: تم إطلاق مشاريع تجريبية لحقن الغاز الحيوي المستخرج من النفايات العضوية في مدينتي فاس وجدة.[2]